# Elliot Hilton
Pour les articles homonymes, voir Hilton.
Elliot Hilton (né le 22 novembre 1989 à Preston en Angleterre), est un patineur artistique britannique. Il est champion de Grande-Bretagne en 2008.

## Biographie

### Carrière sportive
Elliot Hilton remporte le titre de champion de Grande-Bretagne en 2008. Il dispute deux championnats d'Europe et deux championnats du monde en 2008 et 2009. Il n'a jamais participé aux Jeux olympiques d'hiver.
En 2010, il doit abandonner le championnat national après le programme court.

## Palmarès
| Compétition                     | 2005 | 2006 | 2007 | 2008 | 2009 | 2010 |
| Jeux olympiques d'hiver         |      |      |      |      |      |      |
| Championnats du monde           |      |      |      | 29e  | 30e  |      |
| Championnats d’Europe           |      |      |      | 26e  | 24e  |      |
| Championnats de Grande-Bretagne |      |      |      | 1er  | 5e   | A    |
| Championnats du monde juniors   | 16e  |      |      | 34e  |      |      |
| Légende : A = Abandon           |      |      |      |      |      |      |